# Hermanice
Hermanice (niem. Hermanitz) – osiedle (jednostka pomocnicza) miasta Ustroń (nr 7), do 1954 roku wieś na Śląsku Cieszyńskim, położona na północ od centrum Ustronia.
W Hermanicach znajdują się m.in.: supermarkety, bary, zakłady fryzjerskie, warsztaty samochodowe, kwatery prywatne, przedszkole miejskie. Przez dzielnicę przebiega linia autobusowa prywatnego przewoźnika „Wispol” (linia Bielsko-Biała-Wisła).

## Historia
Wzmiankowane po raz pierwszy w 1484 r. Znajdowały się wówczas w granicach księstwa cieszyńskiego, będącego od 1327 r. lennem Królestwa Czech.
Hermanice były wsią szlachecką. W XVII w. należały do Tschammerów – jednego z najznaczniejszych rodów Śląska Cieszyńskiego, a od 1751 r. – wraz z sąsiednim Nierodzimiem – do barona Rossa von Thorntonn. Już w XIX w., za sprawą tamtejszej huty, Hermanice związały się z sąsiednim Ustroniem. Wielu tutejszych mieszkańców pracowało w ustrońskich „werkach”. Tu też z inicjatywy hutmistrza, inżyniera Emila Kuhlo, na początku lat 70. XIX w. ustrońska huta wybudowała kolonię 21 czteromieszkaniowych domów dla rodzin swoich pracowników. Po „głodnych rokach” z lat 1810–1815, spowodowanych przemarszami wojsk w trakcie wojen napoleońskich i nieurodzajami, Komora Cieszyńska zbudowała tu w 1816 r. magazyn zbożowy, zwany przez miejscową ludność sypanim (znacznie przebudowany, jako „Młyn na Sypaniu” funkcjonuje do dziś). W 1837 r. przeniesiono tu z Ustronia Polany tamtejszą papiernię: ręcznego wytwarzania papieru zaniechano w niej dopiero w 1881 r., a ostatni papiernik, Jan Matloch, wytwarzał tu tekturę i szary papier pakowy do 1933 r.
Hermanice od 1879 r. należały do ustrońskiej gminy szkolnej.
Według austriackiego spisu ludności z 1900 r. w 73 budynkach w Hermanicach na obszarze 368 hektarów (3,68 km²) mieszkało 985 osób, co dawało gęstość zaludnienia równą 267,7 os./km². z czego 525 (53,3%) mieszkańców było katolikami, 442 (44,9%) ewangelikami a 8 (0,8%) wyznawcami judaizmu, 929 (94,3%) było polsko- a 52 (5,3%) niemieckojęzycznymi. Do 1910 r. liczba budynków wzrosła do 77 a mieszkańców do 917, z czego 907 było zameldowanych na stałe, 861 (94,9%) było polsko- a 46 (5,1%) niemieckojęzycznymi, 411 (44,8%) było katolikami, 501 (54,6%) ewangelikami a 5 (0,5%) żydami.
Po zakończeniu I wojny światowej tereny, na których leży miejscowość – Śląsk Cieszyński stał się punktem sporu pomiędzy Polską i Czechosłowacją. W 1918 roku na bazie Straży Obywatelskiej miejscowi Polacy utworzyli lokalny oddział Milicji Polskiej Śląska Cieszyńskiego, który podlegał organizacyjnie 15 kompanii w Ustroniu.
Wczesną jesienią 1938 r., w czasie operacji zajmowania Zaolzia przez Samodzielnej Grupy Operacyjnej „Śląsk” pod dowództwem gen. Władysława Bortnowskiego, w Hermanicach stacjonowała od 4 października przez 7 dni 26 eskadra towarzysząca polskiego lotnictwa, wyposażona w samoloty Lublin R.XIII. Polowe lotnisko znajdowało się na trawiastym terenie należącym wówczas do miejscowego folwarku (w narożniku dzisiejszych ulic Sztwiertni i Dominikańskiej), a lotnicy zostali zakwaterowani w tutejszym dworze (tzw. „Zómku”). 11 października eskadra przeniosła się na nowe miejsce, do podcieszyńskich Mostów, już na Zaolziu.
W grudniu 1945 r. Hermanice zostały włączone do utworzonej gminy Ustroń, 13 listopada 1954 stały się integralną częścią Ustronia w związku z nadaniem mu statusu osiedla (i zniesieniem gminy Ustroń) a w 31 grudnia 1956 stały się częścią miasta Ustronia (po nadaniu osiedlu Ustroń praw miejskich).

## Zabytki
Po wschodniej stronie starej drogi do Skoczowa istnieje zabytkowy zespół dworski, w skład którego wchodzą: dwór z II połowy XVIII w., piętrowy, murowany z kamienia, nakryty czterospadowym dachem łamanym z oryginalną, kołkowaną więźbą dachową, zabudowania gospodarcze oraz prowadząca do dworu aleja wysadzana lipami.
Dalej, w stronę Skoczowa, przy Skoczowskiej 76 znajdują się obiekty dawnego folwarku z XIX w., w tym dwa w pełni zachowane z dachem mansardowym oraz jeden zbudowany w połowie XX w. na fundamentach folwarcznych. Obecnie znajdują się tam supermarket Spar i hurtownie.
Przy ul. Skoczowskiej 88 rosną dwie lipy drobnolistne – pomniki przyrody.

## Inne
Miejscowa parafia oo. dominikanów pw. NMP Królowej Polski jest od 1990 organizatorem popularnych wakacyjnych Dominikańskich Kolokwiów Młodzieżowych, przeznaczonych dla uczniów szkół średnich i studentów.

## Urodzeni w Hermanicach
- Jan Sztwiertnia (1911-1940), pedagog, kompozytor, dyrygent chóru, grał na organach w kościele ewangelickim Ap. Piotra i Pawła w Wiśle Centrum, zginął w obozie koncentracyjnym Mauthausen-Gusen, patron jednej z ulic w Hermanicach,
- Wiktor Buczek (1932), Naczelnik Miasta Wisła, samorządowiec, działacz społeczny, nauczyciel, dyrektor, artysta grafik, akwarelista, laureat nagrody Srebrnej Cieszynianki, odznaczony Krzyżem Zasługi.
- Karol Semik (1913–1964), działacz spółdzielczy na Śląsku Cieszyńskim (Zasłużony Działacz Ruchu Spółdzielczego), żołnierz PSZ na Zachodzie
- Paweł Steller (1895-1974), grafik, akwarelista i poligraf, patron jednej z ulic w Hermanicach.